# Enfermedad de Machado-Joseph
La enfermedad de Machado-Joseph es un trastorno hereditario poco frecuente que provoca como síntomas principales mala coordinación de movimientos, marcha tambaleante (ataxia) y debilidad en brazos y piernas. Se considera como una variedad de la ataxia espinocerebelosa, por lo que recibe también el nombre de ataxia espinocerebelosa tipo 3.

## Etiología y herencia

La Enfermedad de Machado-Joseph se transmite con un patrón autosómico dominante

La enfermedad de Machado-Joseph es de transmisión hereditaria según un patrón autosómico dominante, lo que significa que el hijo de una persona afectada tiene un 50 % de probabilidades de heredar el mal de su progenitor. A nivel genético existe una mutación en el gen ATXN3 situado en el cromosoma 14 humano (14q32). Esta consiste en la inserción de un número anormalmente alto de la secuencia de nucleótidos C-A-G (citosina, adenina, guanina) que ocasiona la síntesis de una proteína ataxina-3 anómala, la cual provoca los síntomas. Las enfermedades causadas por este mecanismo genético se llaman globalmente enfermedades por expansión de trinucleótidos y tienen la particularidad de que los descendientes tienden a presentar formas más graves que las de sus progenitores y de inicio más precoz.

## Historia
El nombre de la afección procede de las dos primeras familias a las que se diagnosticó el proceso en 1972, ambas de ascendencia portuguesa y procedentes de las Azores. Aunque a nivel mundial el mal se presenta con poca frecuencia, en Portugal la incidencia es más alta, llegando a afectar a una persona de cada 140 en la isla de Flores situada en las Azores.

## Clínica
Los síntomas principales son ataxia, espasticidad muscular y movimientos oculares anormales. La ataxia se define como una disminución en la capacidad de coordinación de los movimientos corporales que provoca dificultad para la marcha, suele estar causada por una alteración en el sistema nervioso central que ocasiona mala coordinación en las contracciones de los grupos musculares, provocando movimientos no equilibrados y en consecuencia la marcha es difícil, inestable o tambaleante. La ataxia no es una enfermedad, sino un síntoma que puede tener muchos orígenes, existe un grupo de trastornos de origen genético que causan alteraciones en la función de las neuronas y provocan ataxia progresiva y se llaman ataxias hereditarias.
La enfermedad de Machado-Joseph se engloba dentro de las ataxias hereditarias y se divide en varios subtipos dependiendo de la edad de inicio de los síntomas y el tipo de manifestaciones:
- Tipo I. Los pacientes afectados presentan los primeros síntomas entre los 10 y 30 años, la evolución es rápidamente progresiva cursando con rigidez grave.[2][8]
- Tipo II. El inicio es más tardío que en la variedad anterior, comienza a manifestarse entre los 20 y 50 años, la evolución es más lenta, cursa con contracciones musculares involuntarias continuas (espasticidad) e hiperreflexia, es decir reflejos osteotendinosos exaltados cuando el médico los explora con el martillo de reflejos.[2][8]
- Tipo III. La clínica se inicia entre los 40 y 70 años y la evolución es más lenta que en la variedad anterior, los síntomas son más leves, incluyendo atrofia de los músculos voluntarios y sensación de hormigueo y entumecimiento en brazos y piernas por afectación de los nervios periféricos (neuropatía periférica).[2][8]

En las tres variedades pueden experimentarse problemas de visión, pérdida de agudeza visual, visión doble (diplopía) y disminución o pérdida de la capacidad para diferenciar los colores. Algunos pacientes tienen síntomas similares a los de la enfermedad de Parkinson con rigidez, temblor en las manos y movimientos lentos.

## Tratamiento
No existe ningún tratamiento que pueda curar la afección, las medidas terapéuticas se centran en mejorar algunos de los síntomas. La espasticidad de los músculos puede tratarse con relajantes musculares como el baclofeno, los síntomas similares a los de la enfermedad de Parkinson se tratan de forma eficaz con levodopa. Las medidas de fisioterapia y rehabilitación mejoran la capacidad funcional, la movilidad y la dificultad para hablar que experimentan algunos pacientes, ayudándolos a permanecer activos y ser autosuficientes.